# Joe Anderson

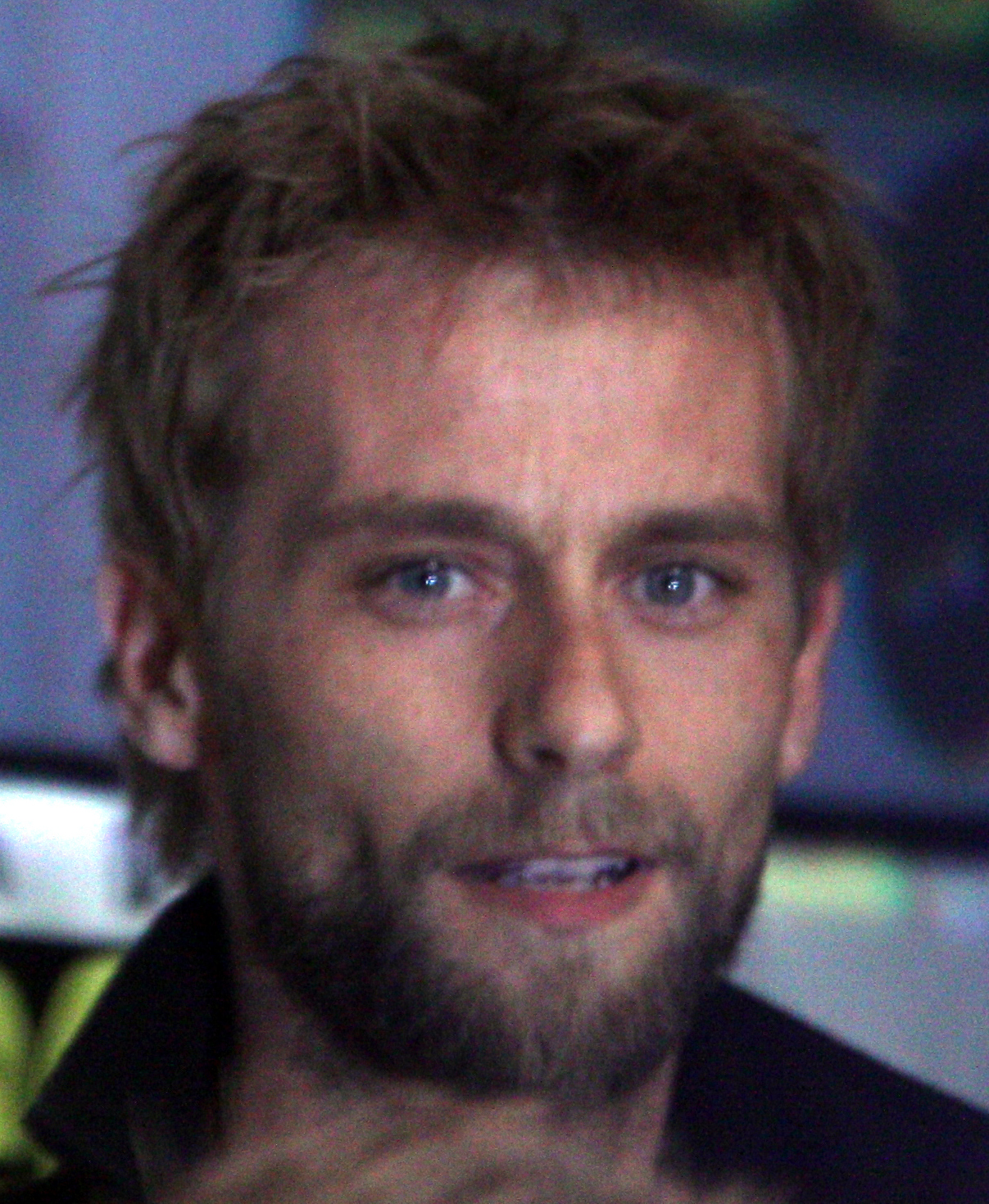
Joe Anderson (2012)

Joe Anderson (* 26. März 1982 in England) ist ein britischer Schauspieler.

## Leben und Leistungen
Die Eltern des Schauspielers waren im Filmgeschäft tätig. Anderson studierte Photokunst am Richmond upon Thames College sowie Schauspiel an der Londoner Webber Douglas Academy of Dramatic Art. Er debütierte 2004 an der Seite von Franka Potente im Horrorfilm Creep. Im Thriller Silence Becomes You – Bilder des Verrats (2005) spielte er den Kleinganoven Luke, der in das Haus der Schwestern Violet (Alicia Silverstone) und Grace (Sienna Guillory) einzieht.
Im Filmdrama Klang der Stille (2006) war Anderson neben Ed Harris und Diane Kruger als Karl van Beethoven, ein Neffe des Komponisten, zu sehen. Im britisch-indischen Filmdrama Little Box of Sweets (2006) übernahm er eine der Hauptrollen. Im Filmdrama Geliebte Jane (2007) spielte er an der Seite von Anne Hathaway und James McAvoy eine der größeren Rollen. Im Filmmusical Across the Universe (2007) spielte er die Rolle des Studenten Max Carrigan, in dessen Schwester Lucy (Evan Rachel Wood) sich Jude (Jim Sturgess) verliebt. 2012 übernahm er in der kurzlebigen ABC-Horrorserie The River die Hauptrolle des Linoln Cole und war im letzten Twilight-Film Breaking Dawn – Biss zum Ende der Nacht, Teil 2 als Alistair zu sehen.
Für die dritte Staffel der NBC-Dramaserie Hannibal ersetzte Anderson Michael Pitt als Mason Verger, der diese Rolle zuvor spielte.

## Filmografie (Auswahl)
- 2004: Creep
- 2005: Silence Becomes You – Bilder des Verrats (Silence Becomes You)
- 2006: Klang der Stille (Copying Beethoven)
- 2006: Little Box of Sweets
- 2007: Geliebte Jane (Becoming Jane)
- 2007: Control
- 2007: Across the Universe
- 2008: Ruinen (The Ruins)
- 2009: High Life – Vier Gangster und ein todsicheres Ding (High Life)
- 2009: Love Happens
- 2009: Amelia
- 2010: The Crazies – Fürchte deinen Nächsten (The Crazies)
- 2010: Operation: Endgame
- 2012: The River (Fernsehserie, acht Episoden)
- 2012: The Grey – Unter Wölfen (The Grey)
- 2012: Breaking Dawn – Biss zum Ende der Nacht, Teil 2 (The Twilight Saga: Breaking Dawn – Part 2)
- 2013: A Single Shot – Tödlicher Fehler (A Single Shot)
- 2013: Horns
- 2014: Hercules
- 2014: The Divide (Fernsehserie, 8 Folgen)
- 2015: Hannibal (Fernsehserie, 4 Folgen)
- 2016: My Father Die
- 2016: Abattoir – Er erwartet dich! (Abattoir)
- 2016–2017: Outsiders (Fernsehserie, 14 Folgen)
- 2019: Cold Blood Legacy
- 2019: Backdraft 2 – Ein brandheißer Tipp (Backdraft 2)
- 2020: Soulmates (Fernsehserie, Folge 1x05)
- 2024: The Last Front